# Alberto di Giussano
L'Alberto di Giussano fu un incrociatore leggero, primo della sua classe della Regia Marina, battezzato in onore di Alberto da Giussano, il cavaliere che secondo la leggenda guidò la difesa del Carroccio nella battaglia di Legnano.

## Origini e caratteristiche
La pianificazione militare della Regia Marina d'anteguerra aveva preso a confronto soprattutto la marina militare francese (dove molte unità erano costruite tenendo conto della velocità come fattore fondamentale) e si basava sul presupposto, teoricamente corretto ma in pratica superato dai fatti, che un'elevata velocità fungeva da protezione contro i siluri e le motosiluranti e permetteva agli incrociatori di attaccare in condizioni di superiorità e fuggire in condizioni di inferiorità (anche perché nella prima guerra mondiale sovente piccole squadre veloci della flotta austro-ungarica erano riuscite a sottrarsi agli scontri, o a bombardare le coste adriatiche prima dell'arrivo della flotta italiana). La minaccia rappresentata dalle mine e dai sommergibili venne invece sottovalutata, malgrado le lezioni della prima guerra mondiale in Adriatico.
Come tutte le unità della sua classe ed i successivi Diaz, era molto veloce ma praticamente priva di corazzature e protezioni (tra i 20 e i 40 mm, con alcune aree pressoché scoperte), tanto che persino i proiettili da 102 e 120 mm dei cacciatorpediniere britannici potevano perforarne lo scafo anche a distanze di tiro normali. Inoltre questa scarsa corazzatura era mal posizionata, essendo più estesa e pesante nel torrione (dove risiedevano gli organi di controllo del tiro) invece che attorno ai motori: questi erano infatti  la parte più "pregiata" ed importante della nave, che doveva contare sulla velocità per rompere il contatto contro forze superiori. Per questo motivo le prime due classi dei Condottieri furono variamente detti "cartoni animati", "incrociatori di carta" o "incrociatori di carta velina". Carente era anche la protezione subacquea in confronto alle unità impostate dalla Regia Marina negli anni successivi. Buono (per l'epoca) risultava invece l'armamento, che però allo scoppio della guerra era divenuto insufficiente nel ruolo antiaereo, visto il rapidissimo sviluppo dell'aviazione nella seconda metà degli anni '30 e negli anni '40.

## Storia

Il Regio Incrociatore Alberto di Giussano nel 1935 in partenza per l'Africa orientale dal porto di Messina

L'unità venne impostata nel 1928 e varata il 27 aprile 1930.

L'incrociatore Alberto di Giussano a Venezia

Negli anni trenta l'incrociatore partecipò alle normali attività in tempo di pace della flotta come unità del 2º Squadrone, inclusi servizi connessi alla guerra civile spagnola. Il 10 giugno 1940 insieme al 1º Squadrone fece parte della IV Divisione Incrociatori e partecipò in luglio alla battaglia di Punta Stilo, nel corso della quale lanciò un idrovolante IMAM Ro.43 per la ricognizione. Eseguì poi una sortita per deporre mine al largo di Pantelleria in agosto e per il resto dell'anno agì come copertura a distanza per convogli truppe e rifornimenti diretti in nord Africa.
Il 9 dicembre 1941, al comando del capitano di vascello Giovanni Marabotto, lasciò il porto di Palermo insieme alla nave gemella Alberico da Barbiano per trasportare rifornimenti urgenti di carburante per aerei a Tripoli. Tuttavia l'ammiraglio Toscano, comandante della IV Divisione, ritenendo, dopo l'avvistamento da parte della ricognizione aerea britannica, che la sorpresa (indispensabile per la riuscita della missione) fosse ormai sfumata, ordinò il rientro.
Il 12 dicembre, tuttavia, essendoci in Libia un disperato bisogno del carburante, i due incrociatori dovettero ripartire. Vennero intercettati al largo di Capo Bon e affondati dai quattro cacciatorpediniere nemici (i britannici Sikh, Legion e Maori e l'olandese Hr. Ms. Isaac Sweers) della 4th Destroyer Flotilla della Royal Navy: il Di Giussano reagì sparando tre salve, ma fu poi colpito da almeno due siluri del Maori (che ne aveva lanciati sei) e da colpi d'artiglieria; alcune tubazioni scoppiarono, ustionando i macchinisti e bloccando l'elica sinistra. L'incendio si sviluppò in maniera meno rapida e violenta che sul Da Barbiano, ma la nave, immobilizzata ed in fiamme, dovette essere abbandonata e affondò, spezzandosi in due, alle 4.20 del 13 dicembre.
Morirono 283 uomini dei 520 che componevano l'equipaggio. Da una testimonianza di un marinaio a bordo risulta che dopo essere colpita la nave si incendiò immediatamente e lo sversamento del carburante estese l'incendio nella zona di mare circostante. Alcuni marinai morirono tra le fiamme, mentre altri furono dispersi in mare.

### Comandanti nel periodo bellico
- Capitano di vascello Giuseppe Maroni dal 7 aprile 1939 al 5 maggio 1941;

- Capitano di vascello Giovanni Marabotto dal 6 maggio al 13 dicembre 1941.

## Relitto
Il relitto dell'incrociatore è stato ritrovato grazie alla spedizione "Altair", sponsorizzata da Cressi, nel 2007. 
Giace a un miglio circa dalla costa di Capo Bon, a una profondità compresa tra i 60 ed i 70 metri.